# Saligrama

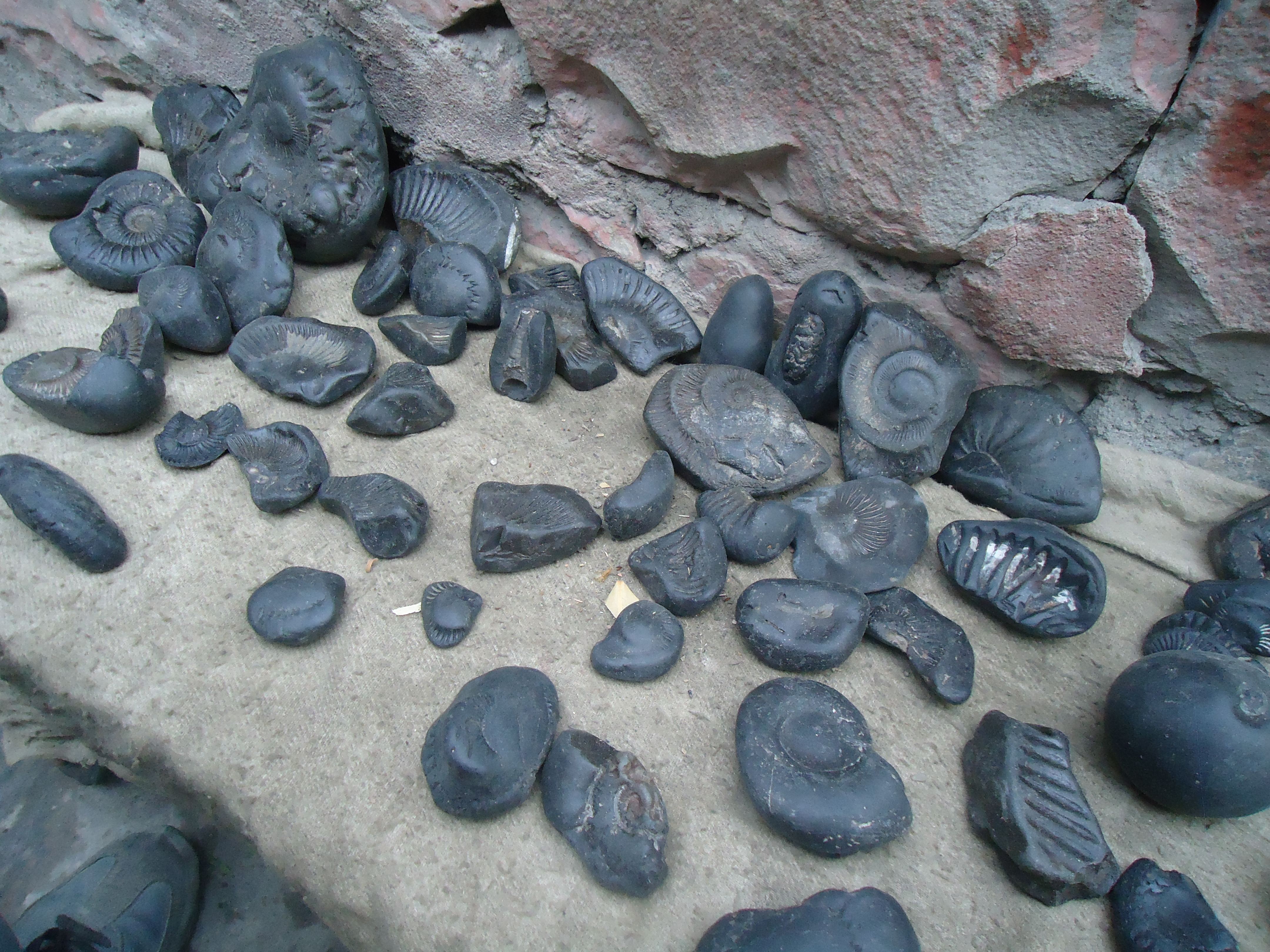
Conchiglie di mare fossilizzate sono chiamate saligrama e sono un simbolo non antropomorfo del dio Visnù.

Shila, (शिला in devanagari, o Saligrama sono delle conchiglie marine fossilizzate usate nell'Asia meridionale come simboli iconici del dio Visnù come principio universale da parte di diversi Indù. Vengono normalmente raccolte dall'alveo o dalle rive del fiume Gandaki in Nepal. Sono considerate facili da trasportare e popolari in certe tradizioni di Viṣṇuismo, come rappresentazione aniconica del divino. Sono tipicamente di forma sferica, di colore nero e fossili.

## Uso
Anche se l'induismo ha molti murti (immagini) antropomorfe di dèi, l'aniconismo è altrettanto rappresentato con simboli astratti di Dio, come il saligrama e il lingam di Shiva.

## Storia
Storicamente, l'uso del saligrama Archiviato il 19 ottobre 2021 in Internet Archive. (o Salagrama) Shilas nel culto può essere ricondotto all'epoca di Adi Shankara attraverso le opere di quest'ultimo. In particolare, il suo commento al versetto 1.6.1 in Taittirīya Upaniṣad e al verso 1.3.14 del Brahmasūtra suggerendo che l'uso del saligrama nel culto di Vishnu è stata una pratica ben nota nell'induismo.
Le saligrama più grandi e pesanti si trovano al Tempio di Jagannath, dedicato a Vishnu, a Puri nello stato indiano di Orissa. Il più grande tempio dell'Associazione internazionale per la coscienza di Krishna in Scozia, chiamato Karuna Bhavan, è famoso per detenere il maggior numero di saligrama al di fuori dall'India.

## Configurazione
Una saligrama - che ha i segni di Shankha, Chakra, mazza e Padma disposti in un ordine particolare - è adorata come Keshava. Con il cambiamento nell'ordine dei quattro simboli, il nome della pietra saligrama è inoltre differente e le immagini di tali divinità hanno anche impostazioni simili ai quattro simboli. I vari ordini e nomi sono dati alle ventiquattro combinazioni diverse. Questi sono nomi ben noti e sono i diversi nomi con i quali il Signore Vishnu è conosciuto nel pantheon indù. Le varie versioni delle saligrama Shilas o pietre vis-a-vis, nell'ordine dei quattro simboli sono:
1. Shanka, chakra, gada e padma - Keshava
2. Padma, gada, chakra, shanka - Nārāyaṇa
3. Chakra, shanka, padma e gada - Madhava
4. Gada, padma, shanka e chakra - Govinda
5. Padma, shanka, chakra e gada – Visnù
6. Shanka, padma, gada, chakra – Madusudhana
7. Gada, chakra, shanka e padma – Trivikrama
8. Chakra, gada, padma, shanka - Vāmana
9. Chakra, padma, shanka, gada - Shridhara
10. Padma, gada, shanka, charka - Rishikesh
11. Padma, chakra, gada, shanka - Padmanabha
12. Shanka, chakra, gada, padma - Damodara
13. Chakra, shanka, gada, padma - Sankarshana
14. Shanka, chakra, padma, gada - Pradyumna
15. Gada, shanka, padma, charka - Aniruddha
16. Padma, shanka, gada, chakra - Purushottama
17. Gadha, shanka, chakra, padma - Adokshaja
18. Padma, gada, shanka, chakra - Narasiṃha
19. Padma, chakra, shanka, gada – Achyuta
20. Shanka, chakra, padma, gada - Janardana
21. Gada, padma, shanka, chakra - Upendra
22. Chakra, padma, gada e shanka – Hari
23. Gada, padma, chakra e shanka - Krishna
24. Shanka, chakra, padma, gada – Vasudeva